# Geospiza septentrionalis
Geospiza septentrionalis (лат.) — вид певчих птиц из семейства танагровых (Thraupidae). Подвидов не выделяют. Эндемик Галапагосских островов. Ранее рассматривался как подвид Geospiza difficilis septentrionalis, но Международный союз орнитологов выделил выделил его в отдельный вид, основываясь на результатах генетических исследований, а также на различиях в морфологии и вокализации.

## Описание
Geospiza septentrionalis достигает длины 11—12 см и массы от 12,3 до 20 г. Небольшой наземный вьюрок с маленьким, заострённым клювом (длина которого заметно превышает высоту) с изогнутой вершиной; хвост относительно короткий и слабый на вид. Выражен половой диморфизм.
Самец почти полностью чёрный, со слегка коричневатыми крыльями и хвостом, нижние кроющие перья хвоста с белой каймой; радужная оболочка тёмная; клюв никогда не бывает полностью чёрным в период размножения, становится коричневым с оранжевым оттенком у основания и жёлтым на кончике в переходный период и оранжево-жёлтым вне периода размножения; ноги черноватые. У самки голова до горла и верхняя часть тела тёмно-оливково-коричневые с коричневатой или оливково-серой окантовкой (голова выглядит слабо испещрённой прожилками, а верхняя часть тела скорее чешуйчатая); крылья тёмно-коричневые с коричневатыми подпалинами, перья на хвосте тёмные с сероватой окантовкой. Верхняя половина окологлазного кольца светло-коричневая. Нижняя часть тела испещрена тёмно-коричневыми и желтовато-коричневыми прожилками. Нижние кроющие перья хвоста беловато-коричневые. Клюв тёмный с оранжевым оттенком у основания и жёлтым кончиком до полностью оранжево-жёлтого цвета (в зависимости от репродуктивного состояния), ноги черноватые. У неполовозрелых самцов голова, как правило, полностью чёрная, как и грудь, но на брюхе и спине присутствуют рассеянные прожилки, крылья более черноватые, чем у самок, а кроющие перья крыльев и третьестепенные маховые перья коричневого цвета с более узкими участками коричневатого цвета по краям.

## Вокализация
Наблюдаются географические различия. Песня о острове Кулпеппер представляет собой нерегулярную серию коротких низких жужжащих звуков «chirrr’p», перемежающихся тонкими высокими звуками «tsweeep». Песня, записанная на острове Уэнмен, — это музыкальное чириканье, двойное «chew-chew». Позывки включают в себя различные музыкальные и механические звуки.

## Распространение и места обитания
Geospiza septentrionalis является эндемиком Галапагосских островов. Распространён на двух мелких островах Кулпеппер и Уэнмен на крайнем северо-западе архипелага. Этот вид имеет очень ограниченный ареал и очень малый размер популяции — от 250 до 999 взрослых особей. МСОП оценивает статус вида как уязвимый. Встречается на высоте от уровня моря до 1000 м над уровнем моря. Обитает в зарослях низкорослых колючих кустарников родов Кротон и Опунция с разнотравьем из нескольких видов низкорослых трав.

## Питание
Отмечены заметные сезонные колебания в составе рациона. При обильных дождях Geospiza septentrionalis питается семенами, насекомыми и мелкими беспозвоночными. В сухой сезон рацион меняется и становится в основном животным: птицы питаются кровью и яйцами олуш (род Sula), а также погадками птиц и гуано. Микробиом кишечника разительно отличается от микробиома других вьюрков рода Geospiza в плане усвоения крови и животного белка. Вьюрок отщипывает кожу у основания крупных маховых перьев, пока не откроет ранку, из которой пьет кровь. Эти острова, покрытые низким засушливым кустарником, бедны ресурсами, и поэтому поведение, связанное с сбором крови, является адаптацией для получения пищи за счет одного из немногих богатых ресурсов на острове — других птиц.